# Grembach Łódź
Beach Soccer Club Grembach Łódź – polski klub piłki nożnej plażowej (dawniej też klub futsalowy) z Łodzi, wielokrotny Mistrz Polski, zdobywca Pucharu i Superpucharu Polski. Czterokrotny uczestnik Euro Winners Cup. 
Sekcja kobiet: 2019 srebrny medal w klubowych mistrzostwach  świata (World Winners Cup)

## Historia
Zespół Grembach powstał w 1979 roku w Łodzi nieopodal stadionu Widzewa, gdzie do dziś znajduje się stare osiedle Grembach. Nazwa osiedla została nadana przez kolonistów niemieckich, którzy osiedlali się w tej okolicy w początkach XX wieku. Grünbach (spolszczone na Grinbach) to zielone miejsce.

### Występy w lidze polskiej i polskich pucharach
Po licznych sukcesach w województwie łódzkim przyszedł czas, aby sprawdzić się na arenie ogólnopolskiej. W 2002 doszło do fuzji dwóch klubów: KP Łódź oraz Grembach, w wyniku czego powstał klub pod nazwą KP Owlex Łódź (od nazwy tytularnego sponsora). W sezonie 2002/2003 zespół startował w rozgrywkach Pucharu Polski, przegrywając w finale z Baustalem Kraków.
W sezonie 2003/2004 klub debiutował w I lidze futsalu i bez porażek awansował do Ekstraklasy Futsalu. Od 2004 roku drużyna futsalowa występowała w Ekstraklasie.
W październiku 2009 roku doszło do dawno zapowiadanego rozpadu KS Grembach Zgierz na dwa odrębne kluby – Boruta Zgierz (klub futsalowy) oraz BSC Grembach Łódź (klub piłki nożnej plażowej).

### Występy w Lidze Mistrzów
W 2013 roku klub został zaproszony do udziału w inauguracyjnych rozgrywkach Euro Winners Cup we Włoszech, który jest plażowym odpowiednikiem piłkarskiej Ligi Mistrzów i zajął 6. miejsce w Europie. Euro Winners Cup jest organizowany przez FIFA i Światową Federację Beach Soccera BSWW. Klub pod wodzą trenera Jarosława Jagielskiego najpierw zajął 1. miejsce w grupie E, pokonując włoski ASD Terracina BS, azerski Baku FC oraz łotewski Kreiss, jednak w ćwierćfinale został pokonany przez ukraiński Griffin Kijów. Klub zajął 6. miejsce. W 2014 roku Grembach (jako Mistrz Polski z 2013 roku) ponownie zagrał we włoskiej Catanii. Po awansie z drugiego miejsca w grupie, zawodnicy przegrali 6:7 w 1/8 finału z Artur Music Kijów. W 2016 roku Grembach przystępował do IV edycji plażowej Ligi Mistrzów. Zawody odbyły się w maju, ponownie we włoskiej Katanii. Po wyjściu z fazy grupowej drużyna Grembacha przegrała 3:4 z Artur Music Kijów w 1/8 finału.

### Sekcja kobiet
Od 2016 istnieje sekcja piłki nożnej plażowej kobiet. W swoim drugim sezonie Lady Grembach Łódź zdobyły Mistrzostwo Polski.

## Nazwy klubu
| Lata      | Nazwa                                        |
| --------- | -------------------------------------------- |
| 2004-2006 | Grembach Zgierz                              |
| 2007      | Grembach Vigo Zgierz                         |
| 2008      | Grembach-Piórkowscy Zgierz                   |
| 2009      | KP Piórkowscy Dmosin/Grembach Stalbor Zgierz |
| 2010-2022 | Grembach Łódź                                |

## Pozycje klubu
| Rok  | Mistrzostwa      | Puchar       | Superpuchar   | Euro Winners Cup |
| ---- | ---------------- | ------------ | ------------- | ---------------- |
| 2004 | 1/8 finału       | -            | nie odbył się | nie odbył się    |
| 2005 | faza grupowa     | -            | nie odbył się | nie odbył się    |
| 2006 | faza grupowa     | -            | nie odbył się | nie odbył się    |
| 2007 | turniej finałowy | 1            | nie odbył się | nie odbył się    |
| 2008 | 1                | 1            | nie odbył się | nie odbył się    |
| 2009 | 1                | 1            | nie odbył się | nie odbył się    |
| 2010 | ćwierćfinał      | 1            | nie odbył się | nie odbył się    |
| 2011 | 1                | 1            | 1             | nie odbył się    |
| 2012 | 1                | 1            | nie odbył się | nie odbył się    |
| 2013 | 1                | półfinał     | nie odbył się | 6. miejsce       |
| 2014 | 3                | faza grupowa | -             | 1/8 finału       |
| 2015 | 1                | 3            | 1             | -                |
| 2016 | 1                | finalista    | nie odbył się | 1/8 finału       |
| 2017 | 2                | finalista    | finalista     | 13. miejsce      |

## Osiągnięcia

### Mistrzostwa Polski
- Mistrzostwo (7x): 2008, 2009, 2011, 2012, 2013, 2015, 2016
- Drugie miejsce: 2017
- Trzecie miejsce: 2014

### Puchar Polski
- (6x): 2007, 2008, 2009, 2010, 2011, 2012
- Finalista: 2016, 2017

### Superpuchar Polski
- (2x): 2011, 2015
- Finalista: 2017

### Euro Winners Cup
- 6. miejsce: 2013
- 1/8 finału: 2014, 2016
- 13. miejsce: 2017

### Młodzieżowe Mistrzostwa Polski
- Mistrzostwo: 2010
- Drugie miejsce: 2014